# Новоусманово (Чишминський район)
Новоусма́ново (рос. Новоусманово, башк. Яңы Уҫман) — присілок у складі Чишминського району Башкортостану, Росія. Входить до складу Шингак-Кульської сільської ради.
Населення — 190 осіб (2010; 169 в 2002).
Національний склад:
- татари — 54 %
- башкири — 41 %

Стара назва — Новий Усман.